# Valle Antigorio

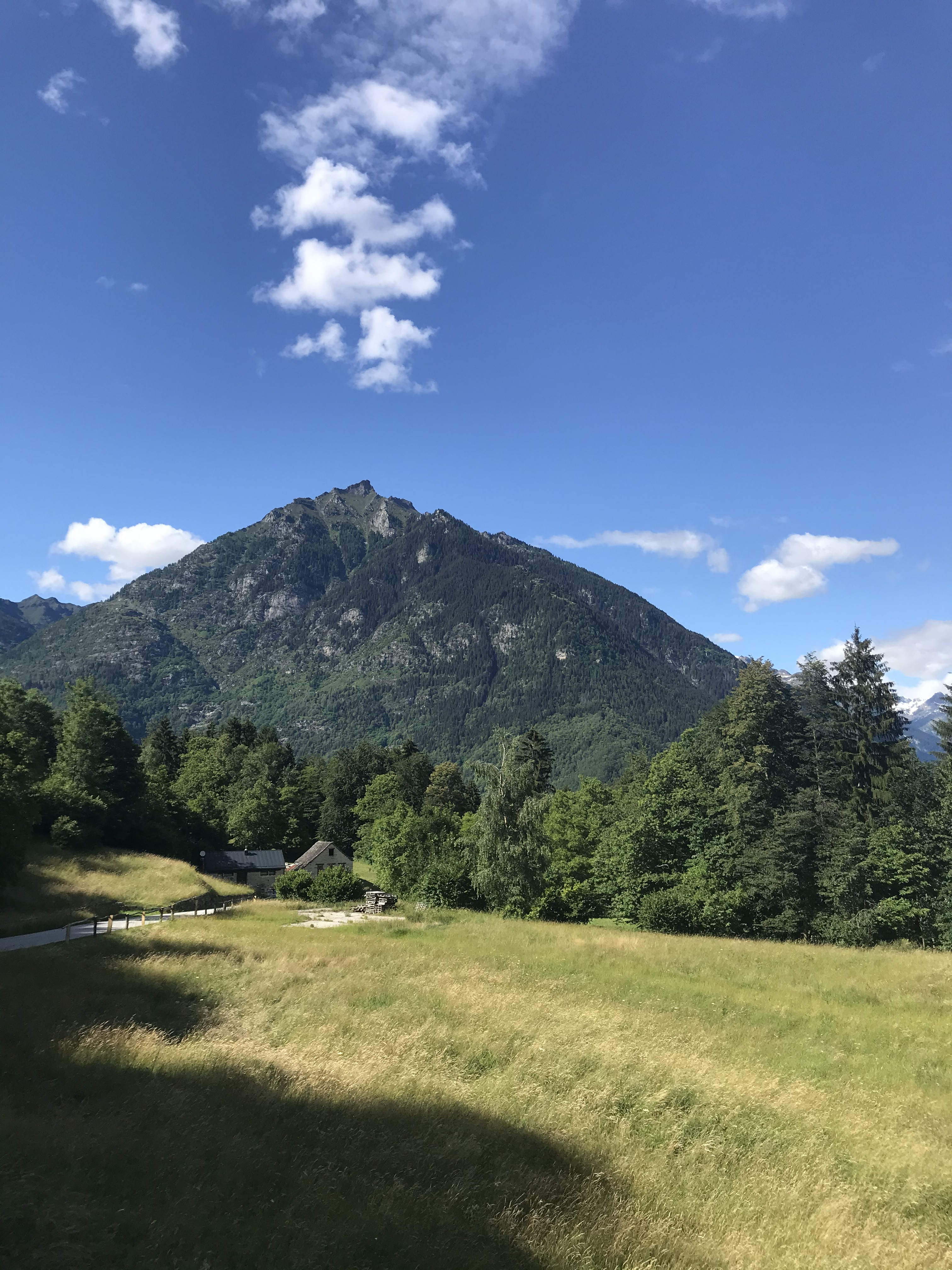
Veduta del Monte Gorio da Cravegna, giugno 2020

La Valle Antigorio (Val Antigori in  piemontese ed in lombardo, Eschental in tedesco) è una delle vallate alpine che si diramano dalla Val d'Ossola (Provincia del Verbano-Cusio-Ossola).

## Geografia fisica
La Valle Antigorio è interamente percorsa dal fiume Toce, e si estende da Domodossola fino alla frazione Chioso di Premia, comprendendo i comuni di Crodo, Baceno e Premia. La sua continuazione a nord è denominata Val Formazza, mentre da Baceno si apre a nord-ovest la Valle di Devero, da cui si raggiunge l'Alpe Devero.
Dal punto di vista orografico la valle separa, nelle Alpi Lepontine, le Alpi del Monte Leone e del San Gottardo ad ovest dalle Alpi Ticinesi e del Verbano ad est.

## Natura
Gli Orridi di Uriezzo, presso Baceno, un sistema di gole naturale creata dall'erosione dell'acqua del fiume Toce. È possibile visitare l'interno degli orridi a piedi (più facilmente nei periodi di minor affluenza dell'acqua) e ammirare le pareti a strapiombo dalle linee ondulate.
A Premia, in località Uriezzo, sono presenti gli orridi di S. Lucia, di Balmasurda e di Arvera, altrettanto spettacolari.
A Croveo, frazione di Baceno, è possibile visitare le Marmitte dei Giganti, generate dall'erosione del torrente Devero.

## Cultura

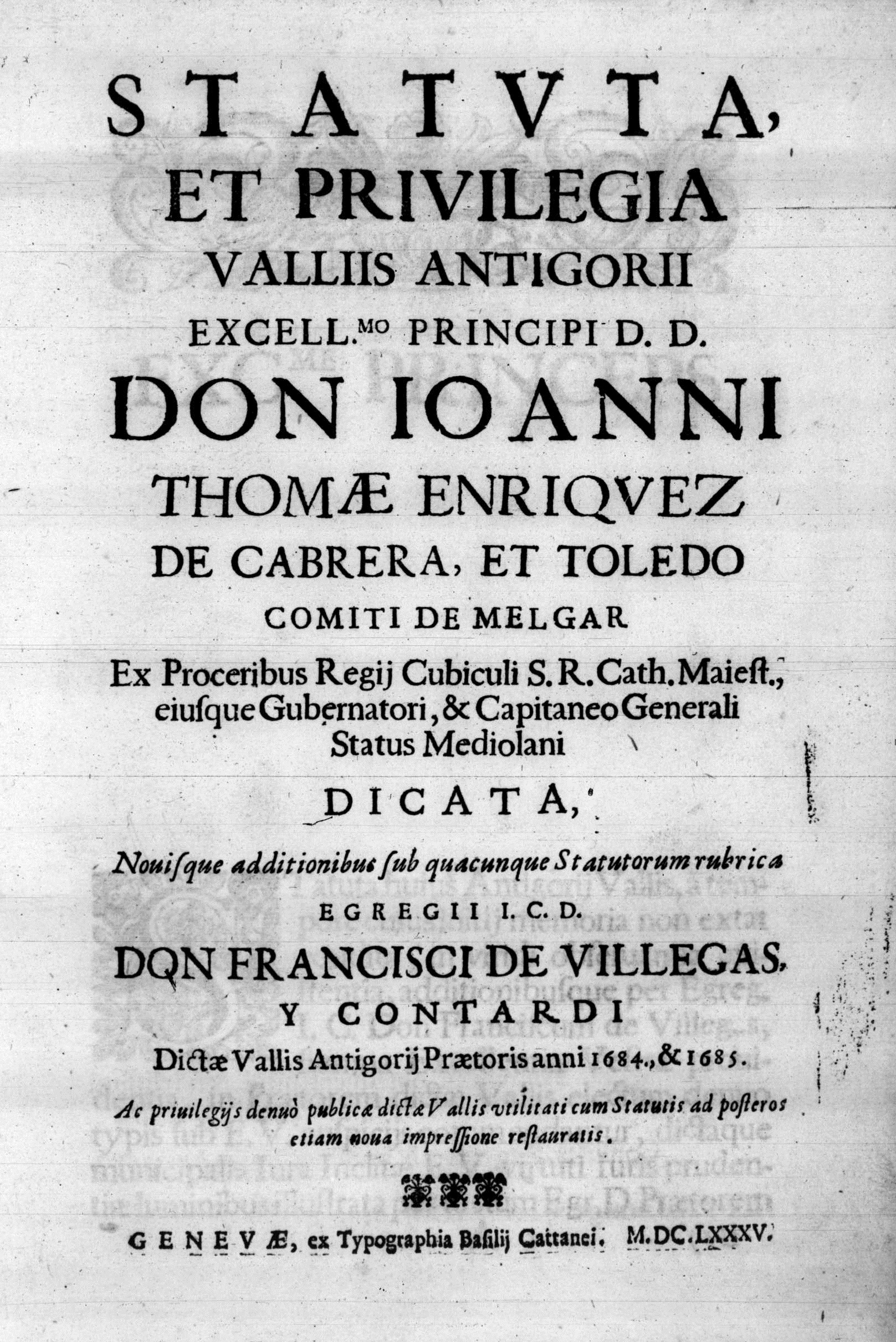
Statuti e privilegi della valle di Antigorio (Statuta et privilegia Valis Antigorii), 1685

Degni di menzione sono la chiesa monumentale di San Gaudenzio a Baceno e l'antico villaggio walser di Salecchio, situato a 1320 metri sul livello del mare.

## Economia
L'attività principale della valle è l'estrazione della pietra locale, il serizzo. Crodo è un centro termale di notevole rilievo ed è sede della produzione dell'aperitivo analcolico “Crodino”, noto in tutto il mondo, mentre a Premia è stato sviluppato un centro di cure termali sfruttando le proprietà di una sorgente di acqua calda.

## Demografia dei Comuni

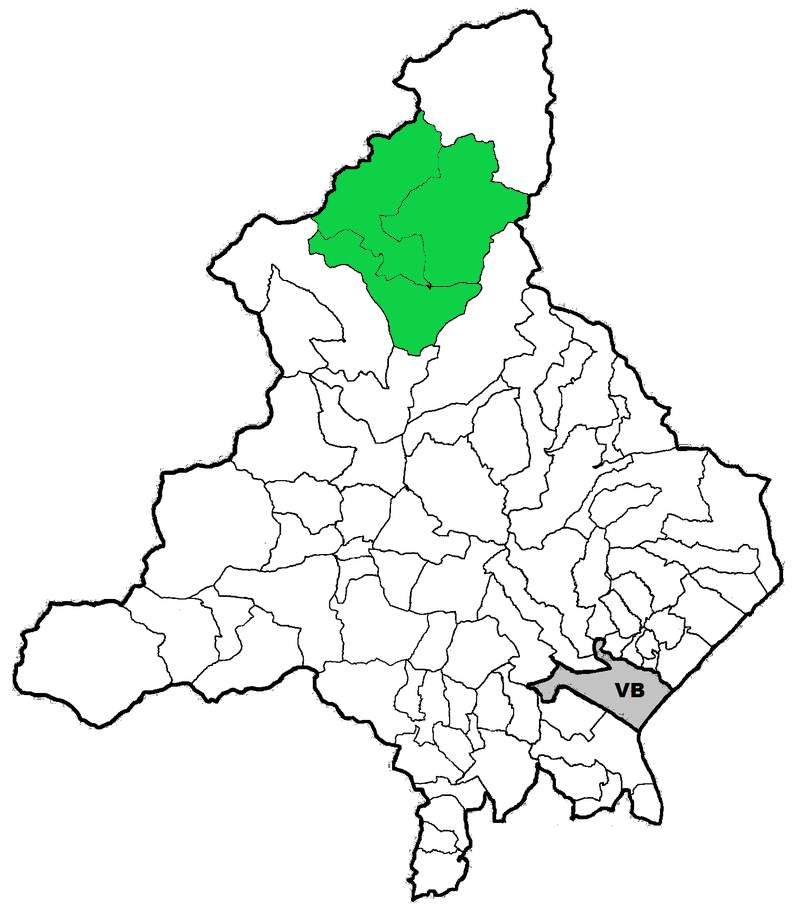
La Valle Antigorio (in verde) nel VCO

Nel dettaglio fanno parte della Valle Antigorio i seguenti 3 comuni (Popolazione residente al 30 novembre 2021 - Dato Istat):
| Posizione    | Stemma | Città  | Popolazione (ab) | Superficie (km²) | Densità (ab/km²) | Altitudine (m s.l.m.) | Altitudine Minima (m s.l.m.) | Altitudine Massima (m s.l.m.) |
| ------------ | ------ | ------ | ---------------- | ---------------- | ---------------- | --------------------- | ---------------------------- | ----------------------------- |
| 1º           |        | Crodo  | 1 409            | 53,58            | 26,3             | 505                   | 372                          | 2929                          |
| 2º           |        | Baceno | 866              | 77,27            | 11,2             | 655                   | 507                          | 3224                          |
| 3º           |        | Premia | 546              | 88,90            | 6,14             | 800                   | 534                          | 3002                          |
| Totale Valle | –      | –      | 2821             | 219,75           | 12,8             | -                     | 372                          | 3224                          |